# Avicii Experience
Avicii Experience es un museo ubicado en Estocolmo, Suecia. Se construye en memoria del productor musical sueco Tim Bergling, más conocido como Avicii, para exhibir su trabajo.

## Historia
Tras el suicidio de Tim Bergling en 2018, sus padres visitaron ABBA The Museum, un museo interactivo dedicado a ABBA. Decidieron que un museo similar podría servir como un tributo a su hijo. Los padres de Bergling querían ofrecer a los fanáticos un lugar donde recordar y celebrar el trabajo de su difunto hijo y aprender sobre su proceso de creación musical.
El 9 de junio de 2020, se anunció que abriría un Museo Tributo a Avicii en Estocolmo durante el verano de 2021. Renombrado como Avicii Experience, se inauguró en febrero de 2022 por el príncipe Carlos Felipe y la princesa Sofía, junto con Klas Bergling, el padre del DJ, en Space Stockholm, un nuevo centro de cultura digital cerca de Sergels torg. El museo fue cofundado por Per Sundin.

## Características
El museo presenta reconstrucciones de la habitación de la infancia de Bergling y su mansión en Los Ángeles. También incluye grabaciones de las obras más populares de Avicii y la posibilidad de remezclar las canciones, además de música inédita. El museo interactivo exhibe diferentes etapas de la vida de Bergling, incluida una simulación del ritmo de vida acelerado que experimentó antes de retirarse de las giras en 2016, diseñada para que los visitantes comprendan los problemas de salud que enfrentó. Las exposiciones también se dedican a crear conciencia sobre los problemas de salud mental en los jóvenes y en la industria musical en general. Parte de las ganancias del museo se destinan a la Fundación Tim Bergling.